# Cyathea fulva
Cyathea fulva är en ormbunkeart som först beskrevs av Carl Friedrich Philipp von Martius och Gal., och fick sitt nu gällande namn av Fée. Cyathea fulva ingår i släktet Cyathea och familjen Cyatheaceae. Inga underarter finns listade.